# AMS-Osram
Pour les articles homonymes, voir AMS.
AMS-Osram AG, anciennement austriamicrosystems AG, puis AMS AG, est une entreprise autrichienne de semi-conducteur. L'entreprise est notamment spécialisée dans les capteurs à semi-conducteurs.

## Histoire
En août 2019, Bain Capital lance une offre d'acquisition sur Osram de l'ordre de 3,4 milliards de dollars, qui est rejetée par le principal actionnaire d'Osram. En parallèle AMS lance une offre d'acquisition sur Osram avec un prix 10 % plus élevé.
En novembre 2019, AMS et Osram signent un accord pour faciliter l'acquisition d'Osram par AMS, à la suite du lancement de deux offres d'achat non successives en septembre et octobre 2019 effectué par AMS sur Osram.

## Sites de production
- Premstaetten (Autriche) : fabrication de wafer de 200 mm
- Singapour (quartier d'Ang Mo Kio) : fabrication de wafer de 150 mm[3]

## Actionnaires
Liste des principaux actionnaires au 6 novembre 2019.
| GGV Capital                                     | 5,48% |
| Temasek Holdings                                | 5,40% |
| Invesco Advisers                                | 4,90% |
| APG Asset Management                            | 4,85% |
| ams                                             | 4,26% |
| Capital Research & Management (World Investors) | 4,23% |
| Fidelity Management & Research                  | 3,86% |
| FIL Investment Advisors                         | 3,34% |
| Schroder Investment Management                  | 3,18% |
| Norges Bank Investment Management               | 3,02% |